# Pivovar Strakonice
Pivovar Strakonice vznikl roku 1649 v jihočeských Strakonicích, jeho vlastníkem je společnost DUDÁK - Měšťanský pivovar Strakonice a.s.

## Produkce pivovaru Strakonice
- DUDÁK Driver nealkoholické pivo
- DUDÁK Premium – světlý ležák, obsah alkoholu 5 % obj.
- DUDÁK 11 – světlý ležák, obsah alkoholu 4,5 % obj.
- DUDÁK Švanda – světlé výčepní pivo, obsah alkoholu 4 % obj.
- Král Šumavy – světlý ležák, obsah alkoholu 4,9 % obj.
- Otavský Zlatý – světlý ležák, obsah alkoholu 4,8 % obj.
- Sklepák – světlý nefiltrovaný ležák, obsah alkoholu 4,5 % obj.
- Klostermann světlý – světlý za studena chmelený ležák, obsah alkoholu 4,7 % obj.
- Klostermann polotmavý – polotmavý ležák, obsah alkoholu 5,1 % obj.

## Historie
Strakonice leží v malebné jihočeské krajině na soutoku řek Otavy a Volyňky. Jméno města patrně pochází odvozením od lidu praotce Straky, Stracha, Strakoně či Strachoně. Vývoj města začíná ve druhé polovině 12. století, kdy zde rod Bavorů založil raně gotický hrad. U počátků strakonického pivovarnictví stáli tedy Bavorové, příslušníci ve své době jednoho z nejmocnějších jihočeských panských rodů se střelou v erbu. I když se pivo vařilo v domácích podmínkách zcela jistě dříve, právo várečné získali místní měšťané až 8. prosince 1367 listinou Bavora IV., kde se mj. uvádí, aby „z každé várky piva se odváděla vždy jedna tuna mláta pro vepře naše“ a také aby se „z každé várky platily rychtáři z většího města 4 denáry pasovské a z menšího města toliko 3 denáry pasovské“.
Příjmy z vaření piva plynuly do vrchnostenské pokladny. Vrchnost, vedle piva vařeného právovárečnými měšťany v jejich vlastních domech, vařila v panském hradním pivovaru i své vlastní pivo. Tím samozřejmě konkurovala pivu měšťanskému. Práva měšťanů byla poškozována řadou omezení za strany vrchnosti. Právovárečníci se proto začali zaobírat myšlenkou na zřízení společného pivovaru. V roce 1649 došlo ke sjednocení právovárečníků a ze společných prostředků byl zakoupen dům č. p. 47 a zde zřízen původní měšťanský pivovar, jehož součástí byla i sladovna.  V té době se ve Strakonicích nacházelo 158 domů s právem vařit pivo. Zájem o pivo stále stoupal a zastaralé zařízení uzpůsobené na ruční pohon přestávalo stačit poptávce. Další tíživý problém byl nedostatek jakostní vody, která se tehdy do pivovaru brala z městské kašny a z řeky Otavy. Postupné zavádění spodního kvašení ve výrobě piva přispělo k tomu, že se z pivovarského řemesla stala dokonalá průmyslová výroba. To byly hlavní důvody k uvažované výstavbě nového Měšťanského pivovaru. Jako místo pro stavbu nového moderního podniku bylo v roce 1873 vybráno strakonické Podskalí v blízkosti řeky Otavy. Nový parostrojní pivovar na břehu Otavy se stal velkým přínosem pro zdejší pivovarnictví. Definitivně tím skončila doba starých dějin vaření piva ve městě.

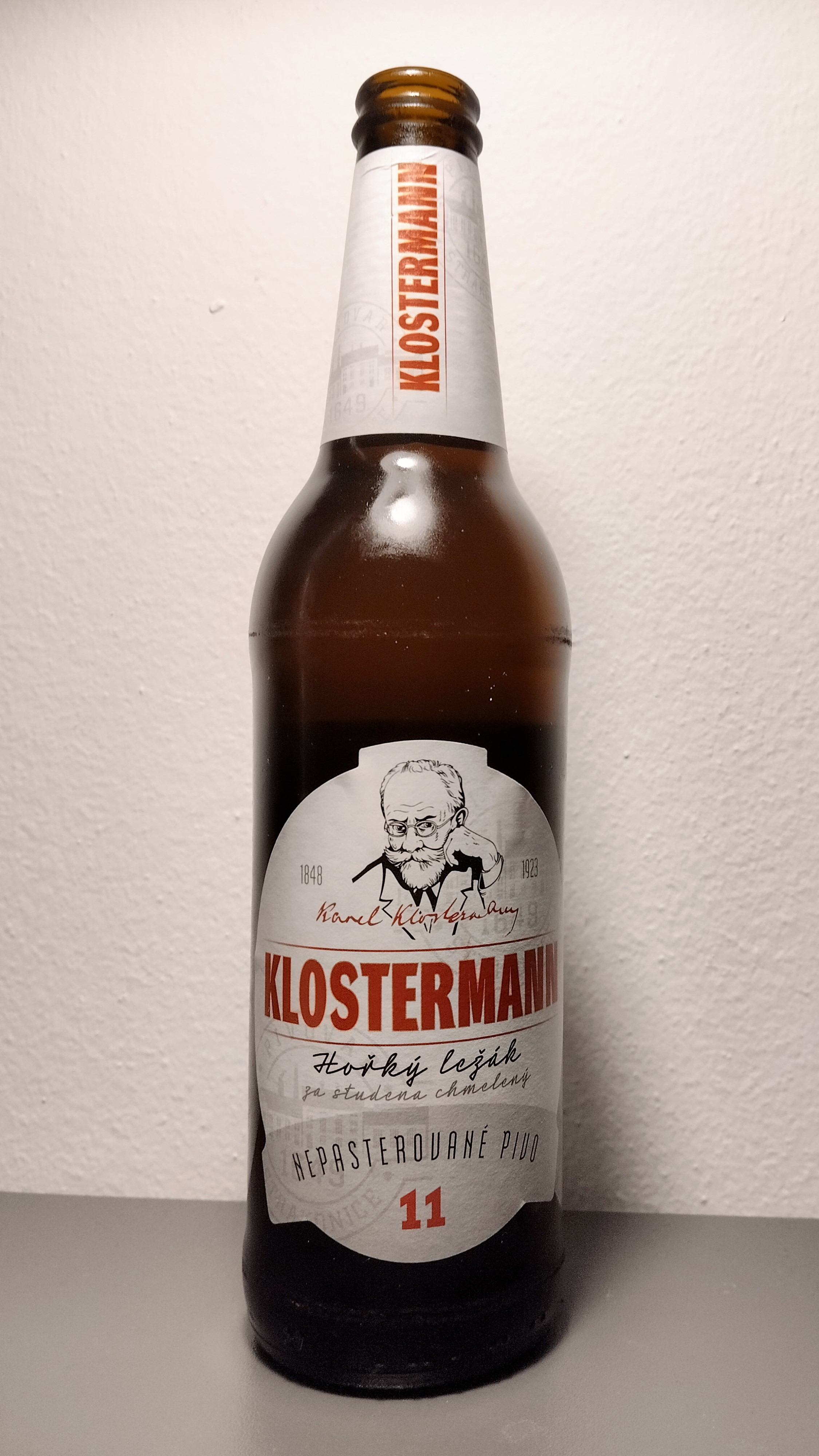
Klostermann světlý 4,7 %

V roce 1887 nastupuje do Měšťanského pivovaru nový sládek, Vilém Graf. Obliba piva, které vařil a při jehož výrobě se již používal pouze způsob spodního kvašení, nadále mezi veřejností vzrůstala. Vařila se 10° světlé výčepní, 12° světlý ležák a tmavé 13° speciální pivo Dudák. Do hospod se pivo dodávalo v dřevěných sudech. Na přelomu století se na trhu objevuje i novinka, pivní láhev. Vyrobené pivo se k odběratelům zaváželo pivovarskými potahy. Pivovar Strakonice tuto tradici udržuje i dnes a najímá si potah jako připomínku nedávné minulosti.
V roce 1948 byl pivovar znárodněn a začleněn do národního podniku Jihočeské pivovary České Budějovice. V roce 2004 byl zakoupen městem Strakonice a byla založena akciová společnost DUDÁK – Měšťanský pivovar Strakonice, která pivovar provozuje dodnes. V současné době se pivovar může pochlubit rozsáhlou modernizací provozu, která bude ukončena v roce 2019.
Každého návštěvníka Strakonic a všechny příznivce našeho piva srdečně zveme na prohlídku pivovaru, kde může každý zájemce ochutnat pivo ze zdobeného korbelu natočeného před jeho zraky přímo z ležáckého tanku. Osobně se tak může přesvědčit o kvalitě strakonického nepasterovaného piva.
Pivovar vyrábí výhradně nepasterované pivo. Výstav se pohybuje okolo 55 000 hl prodaného piva za rok. V sortimentu jsou žádané druhy piv, k nimž patří světlé výčepní pivo Dudák Švanda, světlý ležák Dudák 11%, Dudák Premium, Otavský zlatý, Král Šumavy a polotmavý ležák Klostermann. Další oblíbenou značkou je nefiltrovaný světlý ležák Sklepák 11%. Strakonická piva jsou vysoce hodnocena na degustačních soutěžích. Poslední vítězství zaznamenal polotmavý Klostermann, a to na 58. ročníku prestižní degustační soutěže žatecká Dočesná, kde se umístil na prvním místě v kategorii polotmavé pivo.

### Sládci strakonického pivovaru
- Václav Schwarze
- Josef Svěcený
- Jan Hrubý
- Jan Novák
- Vilém Gráf
- František Hájek
- Hynek Vocilka
- Vilém Gráf
- Antonín Havel (1907–1931)
- Petr Havel (1932–1965)
- Oldřich Vlach (1966–1988)
- Jindřich Vondřička (1988–2007)
- Štěpán Lašák (2008)
- Dagmar Vlková (2008–2015)
- Dušan Krankus (2015–2018)
- Vlastimil Matej (2019-)